# Lewski Sofia (Basketball)
BC Levski Sofia ist eine bulgarische Basketball-Mannschaft, die Teil des Vereins Lewski Sofia aus Sofia ist. Die Mannschaften der Herren und der Damen gewannen insgesamt 53 nationale sowie vier internationale Titel.

## Geschichte
Der Klub wurde 1914 gegründet, ein Basketball-Team stellt Levski seit 1923. 

### Herren
Die Männer-Mannschaft des Vereins spielte ab den 1940er Jahren immer eine bedeutende Rolle im bulgarischen Vereinsbasketball und gewann bis 2001 siebzehnmal die Meisterschaft. Damit war man Rekordmeister, bis 2008 Lokalrivale Akademik seinen achtzehnten Titel holte. Ebenfalls sehr erfolgreich schnitt das Herren-Team im bulgarischen Pokal ab, diesen konnte man vierzehnmal ergattern, zuletzt 2010.
International errangen die Männer einen Titel, 2010 gewann man die Balkan League.

### Damen
Die Damen-Mannschaft dominierte in den 80er und 90er Jahren die bulgarische Frauen-Basketballliga und sicherte sich acht Meisterschaften und dreizehn Pokalsiege.
Der größte Erfolg des Frauen-Teams war jedoch der Gewinn des höchsten Europapokals im Frauen-Basketball, der EuroLeague. Diese gewann man 1984.
Zudem gewannen die Damen zweimal in Folge, 1978 und 1979, den Ronchetti Cup (heute Women EuroCup).

## Halle
Der Klub trägt seine Heimspiele in der 4.000 Plätze umfassenden Universiada Hall aus.

## Erfolge
Männer:
- 18× Bulgarischer Meister
- 14× Bulgarischer Pokalsieger
- 1× Sieger der Balkan International Basketball League

Damen:
- 8× Bulgarischer Meister
- 13× Bulgarischer Pokalsieger
- 1× Sieger der EuroLeague
- 2× Sieger des Ronchetti-Cups

## Bekannte Spieler
| - Zoran Jovanović 1993/94 - Stefan Georgiew 1999/2000, 2005–2007, seit 2009 - Chrisimir Dimitrow 1999–2004, seit 2011 - Bojko Mladenow 2000–2004, 2009–2011 - Filip Widenow 2003 - Kalojan Iwanow 2003/04 - Dejan Iwanow 2003/04 - Nikolaj Warbanow 2003–2009, seit 2012 | - Ljudmil Chadschisotirow 2004–2006 - Dwayne Morton 2005/06, 2008/09 - Christo Sachariew 2007/08 - Asen Welikow 2007–2011 - Marcus Hall 2008/09, 2011/12 - / Wassil Ewtimow 2008, 2011/12 - Gjorgji Čekovski 2010/11 - Dimitar Angelow seit 2011 |